# ISO/IEC/IEEE 29119 Software Testen
De ISO/IEC/IEEE 29119 Software Test-standaard zal de internationaal bekende standaarden IEEE 829 (Test Documentatie), IEEE 1008 (Unit Test) en BS 7925 (Test Technieken) op termijn vervangen. De ISO/IEC/IEEE 29119 Software Test-standaard zal bestaan uit vijf delen. De eerste drie delen zijn in september 2013 gepubliceerd. De publicatie van het vierde deel is gepland medio 2014. Het vijfde deel zal naar verwachting eind 2015 volgen.
Het doel van de ISO/IEC/IEEE 29119 is om een definitieve standaard voor het testen van software beschikbaar te stellen. De standaard beschrijft de vocabulaire, processen, documentatie, technieken en een proces beoordelingsmodel voor het testen van software. De standaard kan in elke software development life cycle worden gebruikt.

## Afwijzing van de Standaard
Er is een aanzienlijke weerstand van de softwaretestersgemeenschap met betrekking tot de standaardisatie van softwaretesten. In het bijzonder de Context-Driven Community en de International Society for Software Testing verzet zich tegen de standaardisatie en de acceptatie van deze nieuwe standaard. Zij nemen het standpunt dat ze het professionele testen niet in een standaard laten drukken. Ook bestaat er twijfel over hoe de standaard internationaal is overeengekomen, aangezien de werkgroep, die de standaard heeft ontwikkeld, dit gebaseerd heeft op slechts een kleine, niet-representatieve steekproef. Een andere bewering is dat de standaard zich vooral concentreert op omvangrijke processen en de daarbij behorende documentatie. In hoeverre de aanpak van toepassing is voor agile software development, wordt betwijfeld.

## Inhoud
- 29119-1: Concept en Definities (Concepts & Definitions)
- 29119-2: Test Processen (Test Processes)
- 29119-3: Test Documentatie (Test Documentation)
- 29119-4: Test Technieken (Test Techniques)
- 29119-5: Keyword-Driven Testen (Keyword Driven Testing)